# 三橋秀方
三橋 秀方（みつはし ひでかた）は、日本の外交官。内閣官房内閣審議官兼インドシナ難民対策連絡調整会議事務局長等を経て、2000年（平成12年）から2002年（平成14年）までルーマニア駐箚特命全権大使を務めた。

## 経歴・人物
岐阜県出身。岐阜大学附属長良小学校（現岐阜市立長良小学校）、岐阜県立長良高等学校を経て、1964年一橋大学法学部卒業、外務省入省。在ソ連邦日本国大使館外交官補として1966年には橋本宏らとモスクワ大学歴史学部に留学。休職外務事務官を経て、1982年に外務省欧亜局東欧課長として復職。1983年外務省研修所総括指導官。1985年在ポーランド日本国大使館参事官。1988年在ギリシャ日本国大使館公使。1991年在フィンランド日本国大使館公使。1995年内閣審議官（内閣官房内閣外政審議室）兼インドシナ難民対策連絡調整会議事務局長。1996年から駐カザフスタン兼キルギス特命全権大使を務め、キルギス日本人誘拐事件ではビシュケク入りして現地対策本部長に就任して対応にあたり、人質解放後はアスカル・アカエフ大統領と会談し、記者会見で説明を行った。2000年から駐ルーマニア特命全権大使。2016年瑞宝中綬章受章。